# Rolette County
Rolette County är ett administrativt område i delstaten North Dakota, USA. År 2010 hade countyt  13 937 invånare. Den administrativa huvudorten (county seat) är Rolla. 

## Geografi
Enligt United States Census Bureau så har countyt en total area på 2 432 km². 2 336 km² av den arean är land och 96 km² är vatten.

### Angränsande countyn
- Towner County - öst
- Pierce County - syd
- Bottineau County - väst
- gränsar mot Kanada i norr